# Астраханское еврейское кладбище
Астраха́нское евре́йское кла́дбище — еврейское кладбище в Астрахани. Расположено в Кировском районе города на Началовском шоссе между Минусинским переулком и Декоративной улицей.
Кладбище делится на девять секторов. Информация обо всех идентифицированных захоронениях в каждом из них доступна на официальном сайте кладбища, созданном представителями городской еврейской общины.

## История
Еврейское кладбище — самое маленькое по площади и количеству захоронений из четырнадцати городских кладбищ, однако одно из самых старых. Официально оно было основано в 1871 году на земле, принадлежавшей Покровскому мужскому монастырю, но имеются сведения о том, что первые иудейские захоронения на этой территории относятся ко второй половине XVIII века. Самая старая из датированных могил, сохранившихся по сей день, относится к 1848 году. Фамилия первого похороненного на кладбище еврея — Сахаров.
На рубеже 1990-х и 2000-х годов кладбище находилось в неутешительном состоянии, ритуальное здание было разрушено, надгробия подвергались вандализму.
Цифровая карта захоронений, а также дополнительные сведения о биографиях некоторых похороненных и состоянии кладбища представлены на мемориальной платформе «аГутэр Бэтэр».

## Известные люди, похороненные на кладбище
- Малов, Григорий Абрамович (1899‒1956) — профессор фармакологии.
- Пиндрус, Авраам Хаимович (ум. 1941) — раввин астраханской синагоги.